# Винсент, Джун
Джун Винсент (англ. June Vincent) имя при рождении — Дороти Джун Смит (англ. Dorothy June Smith) (17 июля 1920 года — 20 ноября 2008 года) — американская актриса, работавшая в кино в 1940-е годы и на телевидении в 1950-70-е годы.

## Ранние годы
Джун Винсент родилась 17 июля 1920 года в небольшом городке Харрод, штат Огайо, в семье пастора. В 17 лет она начала карьеру как модель в журнале «Харперс базаар», где подружилась с Лорен Бэколл.

## Карьера в кино
В 1943 году Винсент заключила контракт с киностудией «Юнивёрсал», некоторое время спустя перейдя на «Коламбиа», где сыграла в серии вестернов и криминальных мелодрам.
В кино Винсент запомнилась как «блондинка, исполнившая главные роли в нескольких низкобюджетных голливудских фильмах 1940-х годов». Более всего ей удавались роли ледяной и величественной «другой женщины».
Свои самые значимые роли Винсент сыграла в фильмах нуар «Чёрный ангел» (1946), где она играет певицу ночного клуба, спасающую своего несправедливо осуждённого мужа (её партнёром по фильму был Дэн Дьюриа), «Ночь без сна» (1952) с Линдой Дарнелл и Гэри Мерриллом, и «Не проливая слёз» (1948), а также в небольших детективах «В ловушке у Бостонского Блэки» (1948) и «Вызов» (1948) с Томом Конвеем. Винсент сыграла также в таких фильмах ужасов, как «Кульминация» (1944) с Борисом Карлоффом и «Крипер» (1948).
Кроме того, Винсент сыграла заметные роли в комедиях и музыкальных комедиях «Жильё для новобрачных» (1943), «Не могу не петь» (1945) с Диной Дурбин, «Сюда идут студентки» (1945) с Эбботом и Костелло, «Вот это дух» (1945) и «Подрезанные крылья» (1953).

## Карьера на телевидении
«После серии всё менее интересных ролей в кино Винсент придала новое направление своей карьере, перейдя на телевидение, где быстро создала себе репутацию универсальной характерной актрисы».
На протяжении 1950-70-х годов Винсент сыграла разовые роли более чем в 100 телесериалах. В частности, она сыграла в таких криминальных сериалах, как «Перри Мейсон» (1958—1961), «Питер Ганн» (1960), «Неприкасаемые» (1961), «Час Альфреда Хичкока» (1964), «Беглец» (1964—1966), «ФБР» (1966—1970), «Айронсайд» (1967) и «Улицы Сан-Франциско» (1972). Она играла в телевестернах «Разыскивается живым или мёртвым» (1959), «Есть оружие — будет путешествие» (1957—1961), «Стрелок» (1960) и «Виргинец» (1966—1968), а также в комедиях «Шоу Энди Гриффита»(1965), «Семейное дело» (1967), «Моя жена меня приворожила» (1969) и «Мод» (1976).
Учитывая, сколько раз на экране Винсент пыталась увести чьего-либо мужа или бойфренда, журнал TV Guide назвал её «самой популярной разлучницей телевидения».

## Личная жизнь и смерть
В 1943 году Винсент вышла замуж за Вильяма Стерлинга, прожив с ним в браке до его смерти в 2002 году. У Винсент было трое детей — две дочери и сын.
Джун Винсент умерла 28 ноября 2008 года в Ороре, штат Колорадо.

## Фильмография
- 1943 — Жильё для новобрачных / Honeymoon Lodge — Кэрол Стерлинг Крамп
- 1944 — Не могу не петь / Can’t Help Singing — Мисс МакЛин
- 1944 — Кульминация / The Climax — Марселлина
- 1944 — Отважные женщины / Ladies Courageous — Мэри Фрэнсис Райт
- 1944 — Спеть песню / Sing a Jingle — Мьюриэл Крэйн
- 1945 — Вот это дух / That’s the Spirit — Либби Коуторн Гогарти
- 1945 — Сюда идут студентки / Here Come the Co-eds — Дайан Кирленд
- 1946 — Чёрный ангел / Black Angel — Кэтрин Беннетт
- 1948 — Крипер / The Creeper — Гвен Ранстром
- 1948 — Свинг Арканзаса / The Arkansas Swing — Памела Трент
- 1948 — Не проливая слёз / Shed No Tears — Эдна Гроувер
- 1948 — В ловушке у Бостонского Блэки / Trapped by Boston Blackie — Дорис Брэдли
- 1948 — Вызов / The Challenge — Вивьен Бэйли
- 1948 — Песня Айдахо / Song of Idaho — Ив Аллен
- 1949 — Мэри Райан, детектив / Mary Ryan, Detective — Эстель Байрон
- 1949 — Замба / Zamba — Дженни
- 1949 — Одинокий волк и его дама / The Lone Wolf and His Lady — Грейс Даффи
- 1950 — Контрразведчик встречает Скотленд-Ярд / Counterspy Meets Scotland Yard — Барбара Тейлор
- 1950 — В yкромном месте / In a Lonely Place — Актриса в кабриолете (в титрах не указана)
- 1951 — Отряд / Racket Squad (телесериал, 1 эпизод) — Мэриэн Полсен
- 1951 — Тайны Монте-Карло / Secrets of Monte Carlo — Стелла Штруценбахер
- 1952 — Бифф Бейкер, США / Biff Baker, U.S.A. (телесериал, 1 эпизод) — Мэдж
- 1952 — Женский войска из Уолла-Уолла / The WAC from Walla Walla — Дорис Вэйл
- 1952 — Ночь без сна / Night Without Sleep — Эмили Мортон
- 1952 — Закат в Колорадо / Colorado Sundown — Carrie Hurley
- 1953 — Женись на мне снова / Marry Me Again — Мисс Крейг
- 1953 — Подрезанные крылья / Clipped Wings — Дорин Томпсон
- 1953 — Закон — это я / I’m the Law (телесериал, 2 эпизода)
- 1953 — Витрина ювелира / Your Jeweler’s Showcase (телесериал, 1 эпизод)
- 1953 — Бостонский Блэки / Boston Blackie (телесериал, 1 эпизод) — Элизабет Фаррелл
- 1953 — Шоу Эбботта и Костелло / The Abbott and Costello Show (телесериал, 1 эпизод) — Эгнес
- 1953—1955 — Театр звёзд «Шлитц» / Schlitz Playhouse of Stars (телесериал, 2 эпизода)
- 1953—1957 — Телевизионный театр «Форд» / The Ford Television Theatre (телесериал, 6 эпизодов)
- 1954 — Приключения Сокола / Adventures of the Falcon (телесериал, 1 эпизод) — Донна Брукс
- 1955 — Одинокий волк / The Lone Wolf (телесериал, 1 эпизод) — Джин Трэйнор
- 1955 — Человек со значком / The Man Behind the Badge (телесериал, 1 эпизод) — Прокурор Дороти Нельсон
- 1955 — Город теней / City of Shadows — Линда Фэйрдэй
- 1955 — Театр Дэймона Раньона / Damon Runyon Theater (телесериал, 1 эпизод) — Синтиа Лоренс
- 1955 — Сцена 7 / Stage 7 (телесериал, 1 эпизод) — Миссис Хэрмон
- 1955 — Отец знает лучше / Father Knows Best (телесериал, 1 эпизод) — Миссис Морелл
- 1955—1959 — Миллионер / The Millionaire (телесериал, 2 эпизода)
- 1956 — Истории Бенгальских уланов / Tales of the 77th Bengal Lancers (телесериал, 1 эпизод) — Пэтришиа Риган
- 1956 — Утренний театр / Matinee Theatre (телесериал, 4 эпизода)
- 1956 — Медик / Medic (телесериал, 1 эпизод) — Вэда Тэлли
- 1956 — Паспорт опасности / Passport to Danger (телесериал, 1 эпизод) — Кора
- 1956 — Режиссёрский театр / Screen Directors Playhouse (телесериал, 2 эпизода)
- 1957 — Доктор Кристиан / Dr. Christian (телесериал, 1 эпизод) — Анджела
- 1957 — Тайный журнал доктора Хадсона / Dr. Hudson’s Secret Journal (телесериал, 2 эпизода)
- 1957 — Капитан Дэвид Гриф / Captain David Grief (телесериал, 1 эпизод) — Кэрол
- 1957 — Таинственный театр Джорджа Сэндерса / The George Sanders Mystery Theater (телесериал, 1 эпизод)
- 1957—1961 — Есть оружие — будет путешествие / Have Gun — Will Travel (телесериал, 5 эпизодов)
- 1958 — Шоу Гейл Сторм / The Gale Storm Show (телесериал, 1 эпизод)
- 1958 — Преследование / Trackdown (телесериал, 1 эпизод) — Мэри Говард
- 1958 — Театр Зейна Грэя / Zane Grey Theater (телесериал, 1 эпизод) — Эбби Фрейзер
- 1958—1959 — Отряд М / Squad М (телесериал, 2 эпизода)
- 1958—1961 — Перри Мейсон / Parry Mason (телесериал, 5 эпизодов)
- 1959 — Маркэм / Markham (телесериал, 1 эпизод) — Энн Шоу
- 1959 — Чудо холмов / The Miracle of the Hills — Миссис Леонард
- 1959 — Разыскивается живым или мёртвым / Wanted: Dead or Alive (телесериал, 1 эпизод) — Стелла Уинтер
- 1959 — Большое жюри / Grand Jury (телесериал, 1 эпизод) — Луиз
- 1959 — Опознание / The Lineup (телесериал, 1 эпизод) — Линда
- 1959 — Натянутый канат / Tightrope (телесериал, 1 эпизод) — Рина Майерсон
- 1960 — Питер Ганн / Peter Gunn (телесериал, 1 эпизод) — Лиза Най
- 1960 — Шоу Барбары Стэнвик / The Barbara Stanwyck Show (телесериал, 1 эпизод) — Хелен Гейтс
- 1960 — Речная лодка / Riverboat (телесериал, 1 эпизод) — Графиня де Мадригал
- 1960 — Ричард Даймонд, частный детектив / Richard Diamond, Private Detective (телесериал, 1 эпизод) — Грейс Уильямс
- 1960 — Джонни Миднайт / Johnny Midnight (телесериал, 1 эпизод) — Мэгги
- 1960 — «Алкоа» представляет: один шаг за / Alcoa Presents: One Step Beyond (телесериал, 1 эпизод) — Рут Грэм
- 1960 — Стрелок / The Rifleman (телесериал, 1 эпизод) — Дженни Морган
- 1960—1961 — Письмо Лоретте / Letter to Loretta (телесериал, 2 эпизода)
- 1960—1961 — Закрыть в тюрьму / Lock Up (телесериал, 2 эпизода)
- 1961 — Братья Брэннаган / The Brothers Brannagan (телесериал, 1 эпизод) — Луиз Хаммермилл
- 1961 — Неприкасаемые / The Untouchables (телесериал, 1 эпизод) — Миссис Рэндалл
- 1961 — Шах и мат / Checkmate (телесериал, 1 эпизод) — Хелена Куатрелл
- 1961 — Задание: под воду / Assignment: Underwater (телесериал, 1 эпизод) — Филлис Мейджорс
- 1961 — Бубновый король / King of Diamonds (телесериал, 1 эпизод) — Мэри Гулет
- 1961—1962 — Гавайский сыщик / Hawaiian Eye (телесериал, 2 эпизода)
- 1962 — МакКивер и полковник / McKeever & the Colonel (телесериал, 1 эпизод) — Миссис Фитцсиммонс
- 1962 — Шоссе 66 / Route 66 (телесериал, 1 эпизод) — Доктор Анна Мартин
- 1962 — Истории Уэллс Фарго / Tales of Wells Fargo (телесериал, 1 эпизод) — Грейс Адамс
- 1962 — Мишень: коррупционеры / Target: The Corruptors (телесериал, 1 эпизод) — Алисия Фармер
- 1963 — Мистер Новак / Mr. Novak (телесериал, 1 эпизод) — Миссис Уайлдер
- 1963 — Лейтенант / The Lieutenant (телесериал, 1 эпизод) — Марта Эмори
- 1963 — Доктор Килдэйр / Dr. Kildare (телесериал, 1 эпизод) — Сара Хоган
- 1964 — Час Альфреда Хичкока / The Alfred Hitchcock Hour (телесериал, 1 эпизод) — Рут Прайн
- 1964 — Великое преступление / The Great Adventure (телесериал, 1 эпизод)
- 1964—1966 — Беглец / The Fugitive (телесериал, 2 эпизода)
- 1965 — Шоу Энди Гриффита / Шоу Энди Гриффита (телесериал, 1 эпизод) — Актриса / Тётя Би
- 1966 — Та девушка / That Girl (телесериал, 1 эпизод) — Мать Томми
- 1966 — Путешествие на морское дно / Voyage to the Bottom of the Sea (телесериал, 1 эпизод) — Ава
- 1966 — Хани Уэст / Honey West (телесериал, 1 эпизод) — Виктория Тилсон
- 1966—1968 — Виргинец / The Virginian (телесериал, 2 эпизода)
- 1966—1970 — ФБР / The F.B.I. (телесериал, 2 эпизода)
- 1967 — Айронсайд / Ironside (телесериал, 1 эпизод) — Миссис Чейз
- 1967 — Семейное дело / Family Affair (телесериал, 1 эпизод) — Шила
- 1968 — Дактари / Daktari (телесериал, 1 эпизод) — Нэджия
- 1968 — Защитник Джадд / Judd for the Defense (телесериал, 1 эпизод) — Мэрлин Кифер
- 1969 — Мэйберри / Mayberry R.F.D. (телесериал, 1 эпизод) — Мисс Роджерс
- 1969 — Яркое обещание / Bright Promise (телесериал, 1 эпизод)
- 1969 — Моя жена меня приворожила / Bewitched (телесериал, 1 эпизод) — Синтиа Монтигл
- 1969 — Призрак и миссис Мьюр / The Ghost & Mrs. Muir (телесериал, 1 эпизод) — Мэрджори Мьюр
- 1971 — Семья Смитов / The Smith Family (телесреиал, 1 эпизод) — Миссис Брэфорд
- 1972 — Улицы Сан-Франциско / The Streets of San Francisco (1 эпизод) — Диана
- 1972 — Бюро Дельфи / The Delphi Bureau (телесериал, 1 эпизод) — Шарлотта
- 1974 — Кунг-Фу / Kung Fu (телесериал, 1 эпизод) — Мег
- 1976 — Мод / Maude (телесериал, 1 эпизод) — Урсула Харрисон